# Liriomyza monoensis
Liriomyza monoensis este o specie de muște din genul Liriomyza, familia Agromyzidae, descrisă de Spencer în anul 1981.
Este endemică în California. Conform Catalogue of Life specia Liriomyza monoensis nu are subspecii cunoscute.